# Fête (liturgie)
Pour les articles homonymes, voir fête (homonymie).
Une fête du calendrier romain général de l'église catholique est une célébration liturgique d'importance moyenne, de degré inférieur à une solennité ou un dimanche et de degré supérieur à une mémoire,. 

## Présentation
Les fêtes du calendrier liturgique catholique sont utilisées pour rappeler certains épisodes de la vie du Christ et de la Vierge Marie, les apôtres et les évangélistes, ainsi que quelques saints ayant eu une importance particulière ou des évènements de la vie de l'Église. 
Dans la liturgie catholique, les fêtes sont célébrées comme les mémoires, avec des lectures et des antiennes particulières. Le Gloria est récité pendant la messe du jour, même pendant les temps liturgiques de l'Avent et du Carême. 
Les fêtes du Seigneur bénéficient d'un traitement particulier : si elles tombent un dimanche, elles ne sont pas supprimées mais au contraire solennisées, ce qui revient à fêter à la fois le dimanche et la fête en question, en donnant à la célébration de ce dimanche une "couleur" particulière. 
La plupart des fêtes sont fixes, quelques-unes sont mobiles. 

## Fêtes fixes
- 25 janvier : conversion de saint Paul
- 2 février : Fête de la Présentation de Jésus au Temple (FS)
- 22 février : chaire de saint Pierre
- 25 avril : saint Marc, évangéliste
- 3 mai : saint Philippe et saint Jacques, apôtres
- 14 mai : saint Matthias, apôtre
- 31 mai : Visitation de la Vierge Marie
- 3 juillet : saint Thomas, apôtre
- 22 juillet : sainte Marie Madeleine[4],[5]
- 25 juillet : saint Jacques le Majeur, apôtre
- 6 août : Transfiguration du Seigneur (FS)
- 10 août : saint Laurent, martyr
- 24 août : saint Barthélemy, apôtre
- 8 septembre : Nativité de la Vierge Marie
- 14 septembre : la Croix glorieuse (FS)
- 21 septembre : saint Matthieu, apôtre et évangéliste
- 29 septembre : les saints archanges Michel, Gabriel et Raphaël
- 18 octobre : saint Luc, évangéliste
- 28 octobre : saint Simon et saint Jude, apôtres
- 9 novembre : dédicace de la basilique Saint-Jean de Latran
- 30 novembre : saint André, apôtre
- 26 décembre : saint Étienne, martyr
- 27 décembre : saint Jean, apôtre et évangéliste
- 28 décembre : les Saints Innocents, martyrs

## Fêtes mobiles
Il n'y a que deux fêtes mobiles. La fête de la Sainte Famille se célèbre normalement le dimanche après Noël. Toutefois, lorsque Noël tombe un dimanche, cette fête est avancée au vendredi 30 décembre.
La fête du Baptême du Christ est célébrée le dimanche qui suit l'Épiphanie. Là où l'Épiphanie est une fête fixe (6 janvier), le Baptême du Seigneur est reporté au lundi 7 janvier au cas où le 6 janvier est un dimanche. Dans les pays où l'Épiphanie est fêtée le premier dimanche de janvier, le Baptême du Christ se fête le dimanche suivant et remplace le 1er dimanche du Temps ordinaire. Si Noël tombe un dimanche, le Baptême du Seigneur est reporté au lundi 9 janvier. 